# Andaluský kůň

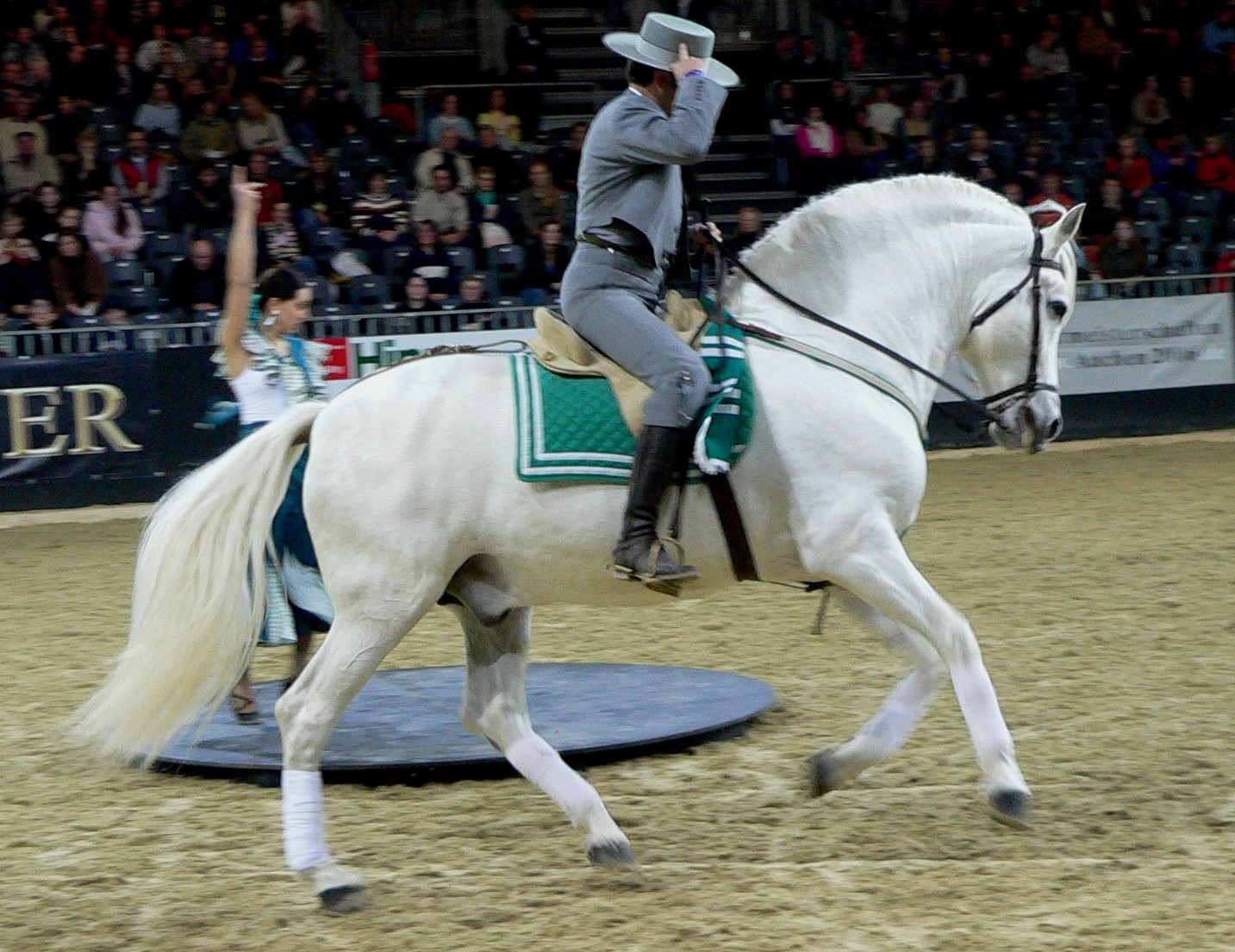
Andaluský kůň

Andaluský kůň patří mezi teplokrevníky. Nejvýraznější vliv na jeho vznik měli arabští a berberští koně.

## Historie
Koně byli do Španělska dováženi z východního Středomoří, od germánských kmenů a pak s invazí muslimů. Andaluský kůň pochází ze sluncem vysušovaných oblastí jižního Španělska, Andalusie. V 16. století se stal oblíbeným jezdeckým koněm evropských panovníků a významných jezdeckých mistrů, včetně Angličana Williama Cavendishe, vévody z Newcastlu. Přímým potomkem Andaluského koně je lipicán a k dalším evropským plemenům ovlivněným andaluskou krví patří frederiksborský, frízský a connemarský kůň.
O přežití andaluského koně v průběhu staletí se zasloužily mnišské řády, především řád kartuziánů. Kartuziáni se snažili zachovat čistou linii chovu, proto jejich koně dosahovali těch nejvyšších kvalit.

## Popis plemena
Je vysoký 155 až 164 cm, s výraznou hlavou, často s lehkým klabonosem, dlouhá hříva a ocas, silný lehce klenutý krk, ocas nízko nasazen a nesen, barva bílá s příměsemi, jen vzácně černá, častěji jsou hnědáci.

## Chov a využití
Hlavní chovatelská střediska jsou Sevilla, Córdoba a Jerez de la Frontera. Je využíván pro drezuru - španělskou školu, pro koridu, ale také pro kočáry i shánění dobytka, rekreace, parkur (skokové soutěže). Je vhodný pro tzv. Vysokou drezuru.

## Zajímavosti
Andaluský kůň měl značný vliv na chov mnoha známých plemen. Blízce příbuzní jsou mu např. Lusitánský kůň, Alter-real, Lipicáni, Starokladrubáci i několik německých plemen. O přežití v průběhu staletí, která zahrnovala i některá velmi rušná období, se staraly mnišské řády, především kartuzáni. V nejistých dobách ukrývali koně ve vzdálených klášterech, aby byli v bezpečí. Kartuziáni se snažili zachovat čistotu linie a důsledně šlechtili zvířata vysoké kvality. Andalusan má hrdou chůzi, je atletický, ačkoliv není rychlý a má laskavou a přátelskou povahu.[zdroj⁠?!]